# Stephen Nikola Bartulica
Stephen Nikola Bartulica (ur. 23 maja 1970 w St. Joseph) – chorwacki polityk, politolog i nauczyciel akademicki, deputowany krajowy, poseł do Parlamentu Europejskiego X kadencji.

## Życiorys
Urodził się w Stanach Zjednoczonych w rodzinie chorwackich imigrantów. Jego ojciec pracował jako psychiatra, zajmował się badaniem objawień maryjnych z Medziugoria. Stephen Nikola Bartulica ukończył nauki polityczne na University of Missouri. Magisterium oraz doktorat z filozofii uzyskał na Papieskim Uniwersytecie Gregoriańskim.
W 1992 osiedlił się w Chorwacji, podjął pracę w resorcie spraw zagranicznych, w którym był zatrudniony do 2005. Kierował w ministerstwie wydziałem do spraw NATO. W latach 2005–2009 był zastępcą dyrektora wykonawczego inicjatywy edukacyjnej EICEE. Założył organizację kulturalną „Centar za obnovu kulture”. Został też nauczycielem akademickim jako wykładowca Chorwackiego Uniwersytetu Katolickiego. Pełnił funkcję doradcy prezydenta Iva Josipovicia do spraw religijnych. W 2016 był natomiast doradcą premiera Tihomira Oreškovicia. Członek Opus Dei, zaangażowany w różne inicjatywy na rzecz promowania poglądów katolickich i konserwatywnych; wspierał m.in. inicjatywę „U ime obitelji”, która przyczyniła się do rozpisania referendum z 2013.
Dołączył do Ruchu Ojczyźnianego, który założył Miroslav Škoro. W 2020 z jego ramienia uzyskał mandat posła do Zgromadzenia Chorwackiego. Z powodzeniem ubiegał się o reelekcję w wyborach w 2024. W tym samym roku został następnie wybrany do Parlamentu Europejskiego X kadencji.